# Magyarországi evangélikus egyházi irodalom
A magyarországi evangélikus egyházi irodalom a magyar egyházi irodalom egyik ága. Magyarországi evangélikus egyházi irodalom a 16. század közepe óta létezik, mivel a reformáció meglehetősen korán elterjedt Magyarországon és Erdélyben. A magyarországi katolikus egyházi irodalom és a magyarországi református egyházi irodalomhoz hasonlóan a 18. század végéig a magyarországi (magyar, német, szlovák) evangélikus papok műveiknek jelentős részét latin nyelven írták, illetve hasonlóság az is, hogy a magyar / latin művek közül sok sohasem jelent meg nyomtatásban, máig kéziratban van. A magyar irodalomtörténetek általában a 18. századig tárgyalják az egyházi irodalmat a világi irodalom mellett, azonban az egyházi irodalom ezt követően is jelentős területe maradt a magyar művelődésnek. A 19–20. században a szorosabb értelemben vett egyházi műfajok mellett nagy számú tudományos és szépirodalmi alkotás született egyházi szerzők tollából. A teljes anyag máig feldolgozatlan, szintézise nincs, a kisebb részlettanulmányoktól / szöveggyűjteményektől függetlenül a Zoványi Jenő-féle Magyarországi protestáns egyháztörténeti lexikon adattengere adhat útmutatást. Az alkotások többsége beszerezhetetlen, újabb / fakszimile kiadások csak elenyészően kis számú műről (Huszár Gál, Bornemissza Péter, Magyari István, Bél Mátyás stb.) készültek.

## Bibliafordítások
Heltai Gáspár (1510–1574) evangélikus papként mind az   ó-,   mind   az   újszövetség   könyveinek   többektől   készített   fordítását    egy   kötet   híján  kinyomtattata  (1551–1565). (Heltai később áttért a református, majd az unitárius hitre.) 1737-ben Torkos András győri (1669–1737), 1754-ben Bárány György nagyvázsonyi lelkész (1682–1757) jelentette meg Újszövetség-fordítását. Az 1840-es években a református Ballagi Mórral közösen Székács József, későbbi bányai evangélikus egyházkerületi püspök (1809–1876) fordította le ismét az Újszövetséget. Ezek mellett  Sartorius János nemescsói lelkész (18. sz.) a XVIII. sz. közepén Bárány Györggyel és Bárány Jánossal (1716–1758) együtt az Ószövetséget az eredeti héber szövegből magyarra lefordította, de a mű kiadását már nem tudták megvalósítani, így az kéziratban maradt.

## Rendszeres teológia
A 18. században Georg Haner (Háner  György, 1672–1740) és fia, Georg Jeremias Haner (Háner György Jeremiás, 1707–1777) erdélyi szász evangélikus püspökök írtak teológia műveket, majd Isaak Zabanius (Zabani   Izsák, 1632–1707) nagyszebeni   teológiai   tanár is.

## Katekizmusok
Katekizmusokat készített Dévai Bíró Mátyás vándorprédikátor (1500–1545) és Gálszécsi István gyulai lelkész (?–1543). Egyéb katekizmus-írók:
- Johannes Honterus (1498–1549)  erdélyi szász származású humanista polihisztor, egyházszervező reformátor, természettudós, pedagógus, könyvkiadó és jogász (Reformationsbüchlein für Kronstadt und das Burzenland)
- Ambrózy György (1694–1746), a tiszai evangélikus egyházkerület püspöke (Katechysmus včeni krestanského pro mladež wetsaj y měnsj – Katekizmus keresztényi oktatásúl nagyobb és kisebb ifjak számára)[5]
- Fábri Gergely (1707–1766), a Dunántúli evangélikus egyházkerület püspöke (Szentírásbeli igékkel és példákkal megbővíttetett győri kis katechismus).[6]

## Egyházi beszédek

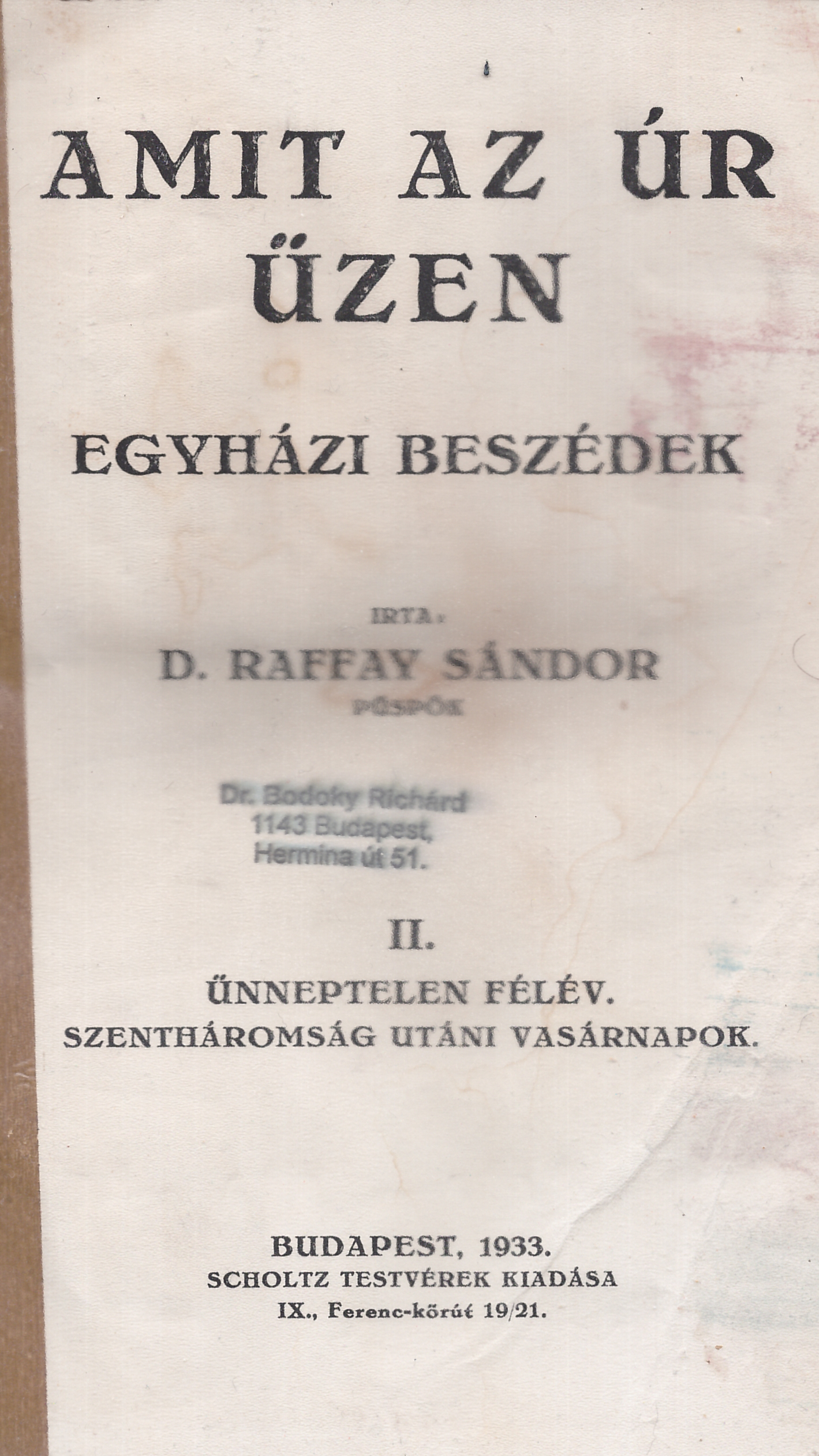
Raffay Sándor: Amit az Úr üzen. Egyházi beszédek II. kötet

Se szeri, se száma az olyan evangélikus papoknak, akik egy-két egyházi beszédet kiadattak életük során. Nagyobb prédikációs könyv már kevesebbektől maradt fenn. Közéjük tartozott a különböző helyeken lelkészkedő Bornemisza Péter (1535–1584). Prédikáció 5 kötetben Első (Másik, Harmadik, Negyedik, Ötödik) része az Evangeliomokbol és az Epistolakbol, majd külön egy óriási kötetben (Praedikatioc, Egesz Esztendo altal minden vasarnapra rendeltetet) jelentek meg. (Érdekesség, hogy a 4. kötethez csatolva Ördögi kisértetek néven egy hosszabb írás is megjelent, amelyben a szerző igen fekete színnel festi le a korabeli magyar főurak életét, ezért ez a mű a szocializmus alatt is kedvelt hivatkozási alap volt a feudalizmus ellenességre.)
Kulcsár György alsólendvai prédikátor (?–1577) Postillái 1574-ben jelentek meg, bár a szerzőről nem egyértelmű, hogy református vagy evangélikus volt-e. Műve a 17. század első felében is népszerű maradt. Prédikációs könyv jelent meg Zvonarics Mihálytól (1570–1625), a nyugati evangélikus egyházkerület püspökétől (Magyar postilla). Sóvári Soós Kristóf (?–1601<) is írt beszédeket. Ács Mihály  nemescsói lelkész (1631–1708) Boldog halál szekere című prédikációs könyvét fia adta ki. Sartorius Dániel (1704–1746<) szlovák nyelven adott ki egyházi beszédeket (Summownj Postikka).
A 19. században neves egyházi beszéd-író volt a már említett Székács József (Székács József összegyűjtött egyházi beszédei). A 20. században Kapi Béla (1879–1957) a nyugati evangélikus egyházkerület püspöke Kegyelem és élet, Raffay Sándor (1866–1947), a bányai evangélikus egyházkerület püspöke Amit az Úr üzen címmel jelentette meg egyházi beszédeit.

## Imakönyvek
Az évszázadok alatt számos, gyakran latin nyelvű evangélikus imakönyv jelent meg. Néhány ezek közül: a már említett Székács Józseftől Imádságok és buzgólkodások és Kisebb imakönyv evangélikus keresztények számára

## Elmélkedések
Fabriczy Dávid besztercebányai lelkész (1716–1772) szlovák nyelven írt A halálos ágyon fekvő embernek kötelességeiről áhitatos elmélkedéseket, műve azonban kéziratban maradt. Fabri Gergely (1718–1779), a tiszai evangélikus egyházkerület püspöke Vprime napomenutj ewangelickych krzestanuw k pilnému coykonawánj Dobrych Skutkuw – Őszinte megintése a keresztényeknek, hogy a jó cselekedeteket szorgalmatosan gyakorolják és kötelességeiket teljesítsék címmel írt elmélkedési művet.
Fekete Istvántól (1634–1682), a nyugati evangélikus egyházkerület püspökétől megjelent Lelki nyugosztaló órák, Avagy Három száz házi és asztali Elmélkedések nem önálló munka, hanem a holland Henrich Müller művének fordítása.

## Hitvitázó irodalom
Vitairatot írt Magyari István sárvári prédikátor (1565–1605) Az Országokban való sok romlásoknak okairól címmel. Egyéb vitaírók voltak: 
- Valentin Wagner (1510/20 körül–1557), brassói lelkész (Odium Calvinianorum)
- Zvonarics Imre (1575–1621), csepregi lelkész (Disputatio II De Deo uno et trino, Disputatio XII De potentia et confessione annuente divina clementia)[22][23]
- Lethenyei István (1588–1653), csepregi lelkész (A kálvinisták Magyar Harmoniájának azaz az augustana és helvetica confessiók articulusinak Samarjai János calvinista praedicator és superintendens által lett összehasonlításának meghamisítása).[22][24]
- Tarnóczi Márton (1620–1685), a bajmóci evangélikus egyházkerület püspöke (Disputatio De Pseudosophia Cacodoxorum Et Sobria Philosophia Orthodoxorum, Disputatio Theologica De Theologia Heterodoxa Et Orthodoxa)[25]

## Egyháztörténet
Krman Dániel (1663–1740), a biccsei evangélikus egyházkerület püspöke ugyancsak szlovákul művei mellett latinul készítette el egyháztörténeti művét (Historia ecclesiastica), amely azonban kéziratban maradt. Evangélikus egyháztörténész volt: Dierner Endre (1803–1852), és Fabó András   agárdi   lelkész (1810–1874), aki kiadta a Szent történelem tankönyvét. Az   erdélyi   szászok   közül   Karl Fabritius   (Fabriczius   Károly, 1826–1881)  német nyelven adott ki egyháztörténelmi műveket. Baltik Frigyes (1834–1919), a Dunáninneni evangélikus egyházkerület püspöke A magyar ágostai hitvallású evangélikus egyház rövid történetét foglalta össze magyar és szlovák nyelven.
Zsilinszky Mihály (1838–1925), a bányai evangélikus egyházkerület világi felügyelője kisebb tanulmányai (A magyar országgyűlések vallásügyi tárgyalásai a reformatiotól kezdve, Kermann Dániel evangélikus püspök élete és művei, Az 1848-iki vallásügyi törvényczikk története, Dr. Székács József, Wallaszky Pál evangélikus lelkész élete) mellett másokkal együtt adta ki A magyarhoni protestáns egyház története, a művelt közönség számára című nagy terjedelmű egyháztörténelmi művét 1907-ben. Fabriczy András (1751–1830) poprádi lelkész Nikolai Sámuel szuperintendenssel az összes szepességi evangélikus egyházakat meglátogatta, és ennek a kánoni látogatásnak történeti adatokban gazdag jegyzőkönyvét írta meg. Ezen kívül egy egyházmegye történetét is közzé tette. Gyurátz Ferenc (1841–1925), a nyugati evangélikus egyházkerület püspöke Luther Márton és a hitvédő II. Gusztáv Adolf svéd király részletes életrajzát készítette el. Payr Sándor (1861–1938) soproni teológus több más dolgozata mellett a Magyar pietisták a XVIII. században és Magyar protestáns egyháztörténet címűt adta ki. Szimonidesz Lajos (1884–1965) nagybörzsönyi lelkész általános vallástörténelmet írt A világ vallásai címen két kötetben.

## Általános történetírás
A már említett Zsilinszky Mihály általános történelmi műveket is írt. Ezek közül jelentősebb: Az egyetemes történelem főbb eseményei életirati vázlatokban, Palaczky Ferencz emlékezete, Az 1609-iki pozsonyi országgyűlés történetéhez, Az 1681-iki soproni országgyűlés történetéhez, Az 1637–8-iki pozsonyi országgyűlés történetéhez, és mindenekelőtt a három kötetes Csongrád vármegye története. Georg Daniel Teutsch (1817–1893) erdélyi szász evangélikus püspök német nyelven adott ki történelmi műveket. Az Erdélyi szászok történelme (Geschichte der Siebenbürger Sachsen, 2 köt.) csak 1691–1699-ig halad, Erdély történelmének vázlata (Abriss der Geschichte Siebenbürgens) csak 1805-ig; a második kiadás csak 1691-ig. Fia, Friedrich Teutsch (1852–1933), ugyancsak püspök, megírta a nagyszebeni evangélikus gimnázium történetét, és két kötetben tette közzé az erdélyi szász iskolarendeleteket. Számos más erdélyi szász evangélikus lelkész is foglalkozott krónika- vagy történetírással, így például Christian Pomarius (?–1565), Johannes Lebel (1490?–1566), Johannes Oltard (1576–1630), Andreas Gunesch (1648–1703), Martin Felmer (1720–1767), Johann Seivert (1735–1785), Martin Reschner (1791–1872).

## Egyházjog
Állítólag Zabeler Péter (1578–1645), a szabad királyi városi evangélikus egyházkerület püspöke írt egy egyházjogi művet, ez azonban nem maradt fenn. Hörk József (1848–1910) eperjesi teológiai tanár is kiadott egy Magyar protestáns egyházjogot.

## Egyházi költészet
Az evangélikus egyházi költészet jeles művelője volt Sztárai Mihály (1500–1575), a nyugati evangélikus egyházkerület püspöke énekeket és színdarabokat írt. Számos egyházi és világi költeményt írt és fordított Kis János (1770–1846), a nyugati evangélikus egyházkerület püspöke. Jelentős pap-költő volt Győry Vilmos (1838–1885) is.

## Irodalomtörténet

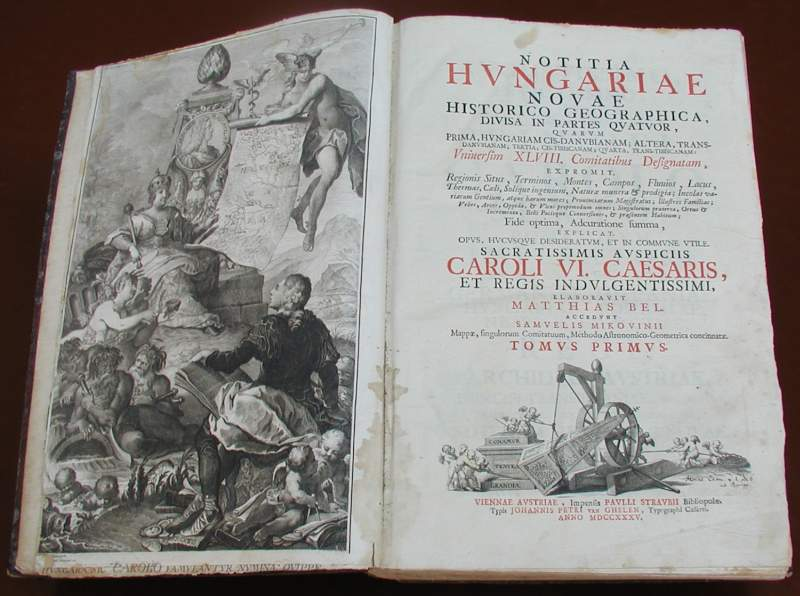
Bél Mátyás: Notitia Hungariae novae historico-geographica